# Serravalle
Serravalle é um castello de San Marino. Localizado a uma altura de 148 metros acima do nível do mar.  É o centro industrial de San Marino, e tem indústrias de produção têxtil, cerâmicas e metalúrgicas. Com 10,878 habitantes (estimativa de 2018) e com uma extensão de 10,53 km², é o mais populoso e extenso castello de todo o país. Confina com o castello de Domagnano e com o de Borgo Maggiore e com a comunas italianas de Verruchio (província de Rimini) e Coriano.
A este castello pertence a localidade de Dogana, a mais povoada do país com cerca de 7000 h. Nele se localiza o Estádio Olímpico de San Marino onde a selecção de futebol deste estado recebe as outras selecções da Europa, o estádio de basebol e o "Multieventi", o Palácio de desportos.
As equipas de futebol mais importantes deste castello são: Cosmos, Folgore/Falciano e o Juvenes/Dogana.